# Histoire de Montréal

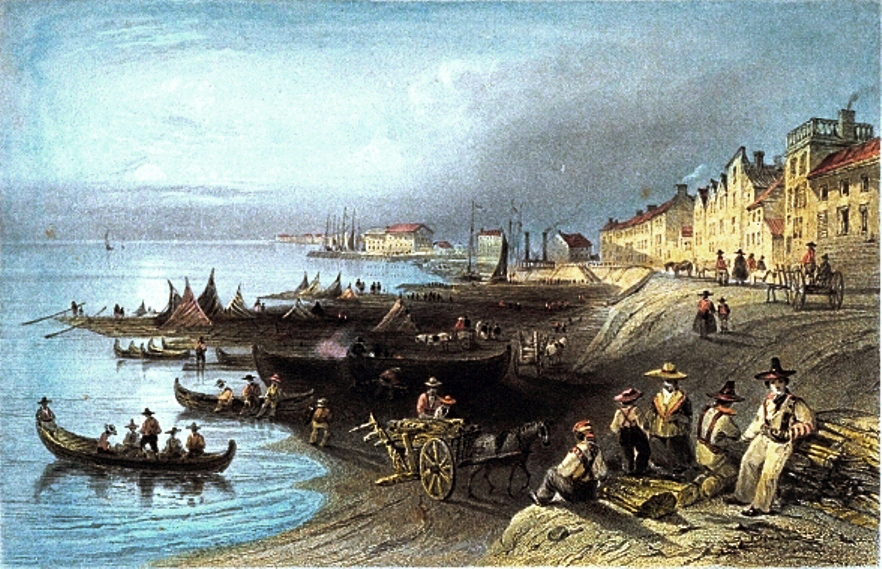
Le Saint-Laurent, à Montréal, William Henry Bartlett (1809-1854), 1841

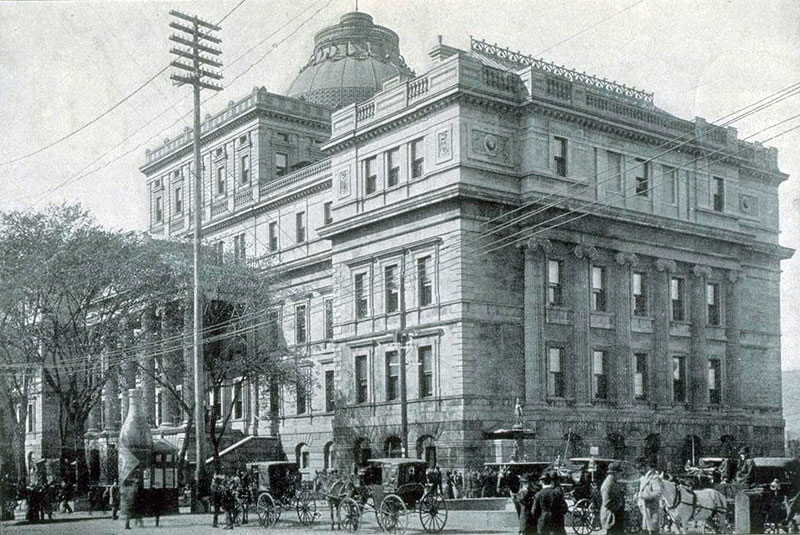
Palais de Justice de Montréal, 1895

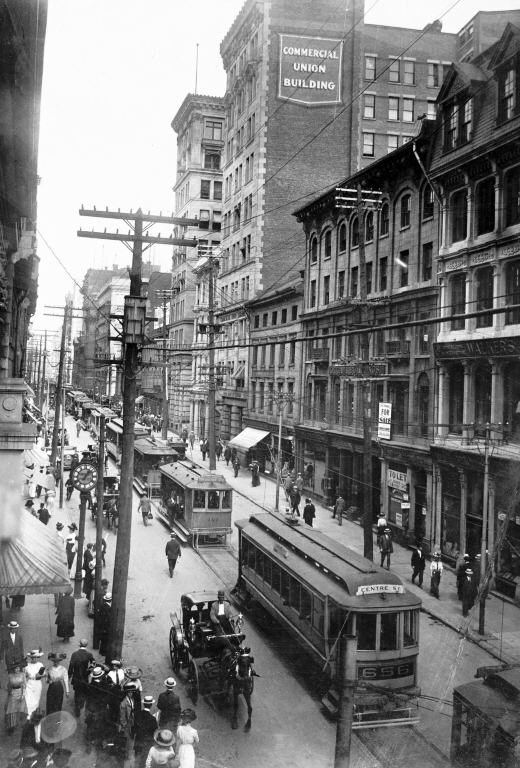
La rue Saint-Jacques en 1910

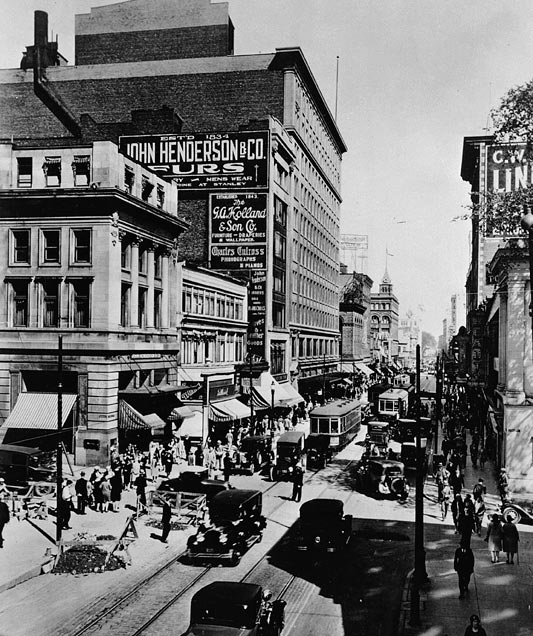
La rue Sainte-Catherine en 1930. De l'avenue Stanley, vue vers l'est.

 (novembre 2008).
L'histoire de Montréal commence avec la découverte du village d'Hochelaga par les explorateurs français, au XVIe siècle.

## Origine du nom
La ville de Montréal tient son nom de l'Île de Montréal, qui fut ainsi nommée en raison du mont Royal, la montagne au centre de l'Île. En effet, en 1535, l'explorateur Jacques Cartier avait nommé la montagne Mons realis (mont Royal). En 1556, le géographe Italien Giovanni Battista Ramusio fit la traduction de Mont Royal à Monte Reale sur une carte. En 1575, François de Belleforest devint le premier à écrire Montréal, écrivant : « [...] au milieu de la compaigne est le village, ou Cité royale jointe à une montagne cultivée, laquelle ville les Chrestiens appellèrent Montréal. »
Au début du XVIIIe siècle, le nom de l'île commence à être utilisé pour désigner la ville elle-même. Deux cartes de 1744 par Jacques-Nicolas Bellin nomment l'île Île de Montréal et la ville, Ville-Marie ; mais une carte de 1726 réfère à la ville comme étant « la ville de Montréal ». Le nom Ville-Marie tombe vite en désuétude pour référer à la ville. Aujourd'hui, Ville-Marie est devenu le nom d'un arrondissement de Montréal qui inclut le Vieux-Montréal et le centre-ville.
Dans la langue moderne des Iroquois, Montréal est appelée Tiohtià:ke. Elle est aussi connue sous le nom de Mooniyang en anishinabe, la langue commune du peuple algonquin.

## 1535 - Découverte de la bourgade iroquoienne Hochelaga

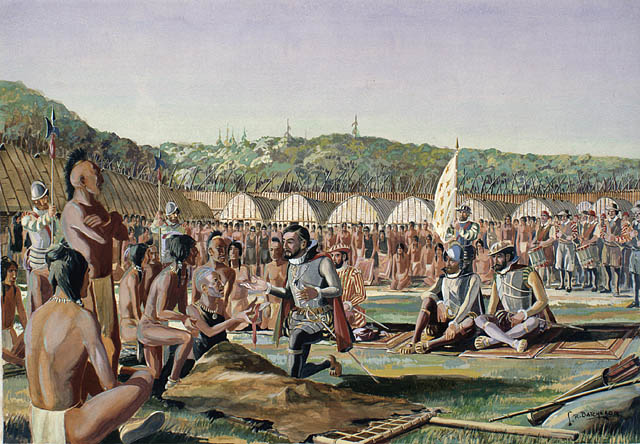
Jacques Cartier à Hochelaga (Montreal). Tableau de Batchelor, Lawrence R., 1887-1961.

Un village fortifié, nommé Hochelaga, est déjà présent sur l'île quand Jacques Cartier arrive le 2 octobre 1535. Il est bien accueilli par les Iroquoiens et il nomme la montagne qu'il voit au centre de l'île, mont Royal.

« À l'époque de Cartier, les Iroquoiens occupaient la vallée du Saint-Laurent jusqu'à son estuaire. Ils poussaient parfois aussi des pointes plus en aval, vers la Gaspésie ou la Côte-Nord. Les Indiens rencontrés par Cartier à Gaspé en 1534 étaient d'origine iroquoienne, ainsi que les habitants de Stadaconé (Québec) et d'Hochelaga (Montréal)
. »

Toutefois, lors du premier passage de Samuel de Champlain dans la région, en 1603, il ne trouve pas de trace du village d’Hochelaga ; son emplacement demeure inconnu à ce jour. En 1611, le fondateur de Québec — qui comprend rapidement la position stratégique qu'occupe l'île —, fait défricher un site à la Pointe-à-Callière. À défaut d'un établissement permanent, Montréal servira de lieu de rencontre entre les Algonquiens et les Hurons, qui descendent de l'arrière-pays, et des marchands français qui troquent des fourrures et produits de fabrication européenne.

## Période de transition: 1535-1603

### En France, tragédie des guerres de religion opposant catholiques et protestants

Le massacre de la Saint-Barthélemy

À la suite de ces premiers efforts de colonisation, il s'écoulera un demi-siècle avant que ne s'organisent d'autres entreprises de colonisation du Canada. De 1562 à 1598, la France s'égarera dans les convulsions internes des guerres de religion. Contestant la pratique du culte promu par Rome, la Réforme génèrera une controverse politique qui déchirera la France.
En 1589 vient au pouvoir Henri IV. La royauté retrouve finalement légitimité et autorité. Protestant converti au catholicisme, le nouveau souverain reconnaîtra aux protestants une existence légale et la liberté du culte. Fort tragiquement, il sera assassiné le 14 mai 1610.

### Essor de la pêche et de la traite de fourrures
À la suite de la découverte de Jacques Cartier, les explorateurs français entreprirent de commercer avec les Autochtones. De plus, les pêcheurs français et anglais habituellement présents au large des Terres Neuves, territoire de pêche souvent disputé, firent de même. Ils dirigèrent leur activité vers les côtes de la Nouvelle-Écosse et celles du golfe du Saint-Laurent. Par la suite, lorsque les guerres entre l'Angleterre et l'Espagne provoquèrent le déclin des pêcheries espagnoles, un nouveau marché de la morue séchée s'ouvrit aux Français. Les contacts avec les Autochtones se multiplièrent. Comme on ne pouvait faire sécher la morue que sur terre, les contacts s'accrurent. Ainsi l'archiviste Biggar lors des nombreuses études faites des débuts de la Nouvelle-France, souligna la présence dès 1539 de navires français à l'île du Cap Breton faisant le commerce des fourrures, soit peu de temps après la venue de Cartier au Mont Royal en 1535. Suivirent les Basques français chassant la baleine et le morse aux îles de la Madeleine à la fin du siècle. À partir de 1580, les Européens s'intéressèrent davantage au commerce de la fourrure de castor, à la suite d'une demande accrue par les bourgeois d'Europe occidentale pour les chapeaux de feutre de castor. Les meilleures fourrures étaient celles des animaux piégés en hiver. Il faut savoir que la viande de castor contient un très grand nombre de calories utiles à l'énergie dépensée par les Autochtones pour le piégeage. La forte demande en peaux de castors profita également aux Autochtones.
Ainsi, après 1540, un nombre considérable de navires envahissent le golfe et le fleuve Saint-Laurent. Tadoussac devient le premier lieu de traite. Le troc des peaux devient tellement important que vers 1588, de riches commerçants sollicitent un monopole. Pierre de Chauvin dépêche jusqu'à quatre navires dans le golfe. Pont-Gravé se rend jusqu'à Trois-Rivières pour troquer ses marchandises rapportées de France contre des fourrures. Samuel de Champlain affirme que des navigateurs et commerçants viennent régulièrement au Canada. Il pense que d'autres venaient déjà bien avant 1550 pour commercer avec les Autochtones. Tout au cours du XVIe siècle les pêcheries françaises s'étendent le long des côtes de la Nouvelle Écosse jusqu'au Maine. Mais ce sont aussi les pirates français, revenant de Floride et des Caraïbes, qui sillonnent les côtes et s'enrichissent.

### Alliance franco-algonquine
Grâce au traité de la Grande Alliance, scellé à Tadoussac en 1603 par François Gravé en présence de Samuel de Champlain avec le chef innu Anadabijou, les Français peuvent s’établir à Québec, à Trois-Rivières et à Montréal.

## Constitution de sociétés

### Compagnie du Saint-Sacrement de l'Autel
Créée en 1627 par le duc Henri de Levis-Ventadour, vice-roi de la Nouvelle-France et ennemi juré des Huguenots, la Compagnie est constituée de membres issus de l'aristocratie et de la bourgeoisie parlementaire. Animée par le zèle militant de la Contre-Réforme, elle vise à la fois des buts charitables et ambitieux: la fondation d'hôpitaux, le secours aux victimes de la guerre, mais aussi l'enfermement des mendiants, la lutte contre les Réformés, les hérétiques, les gens aux mœurs dépravées, le carnaval et les duels. En quelques décennies, elle s'organise pour former une société secrète influente, à la Cour mais aussi dans des familles pénétrées par des directeurs de conscience, ainsi que dans l'armée et la magistrature. Elle devient la Cabale des dévots, qui n'hésite pas, au nom de l'intérêt du Ciel, à dénoncer publiquement les personnes coupables d'adultère, de blasphème, et de libertinage. Lorsque l’épouse de Ventadour meurt en 1643, il se fait prêtre.
Protégée par Anne d'Autriche, elle gêne tour à tour, dans l'exercice du pouvoir, Richelieu, Mazarin et Louis XIV, et c'est assurément pour cette raison que ce dernier finit par l'interdire. Certains ont affirmé que c'est la Compagnie du Saint-Sacrement qui, prenant la défense des intérêts de l'Église, devient l'ennemie jurée de Molière dans « l'affaire du Tartuffe ».

### Un réseau de marrainage
En France on déploie un grand réseau de marraines des jeunes Amérindiennes de la Nouvelle-France : la duchesse d'Aiguillon, la duchesse de Mantoue, Louise de Marillac, et la reine Anne d'Autriche. La duchesse d'Aiguillon finance l'hôpital des hospitalières de Dieppe à Québec.

### Société de Notre-Dame de Montréal pour la conversion des autochtones de la Nouvelle-France
En 1611-1613, Marie de Médicis envoie des jésuites à Port-Royal. De retour d'Acadie, en 1614, le Père Ennemond Massé est nommé ministre du collège de La Flèche, alors le plus grand collège de France, dans le Nord-Ouest de la France. Il se développe alors un réseau de la Flèche qui va contribuer à l'envoi de missionnaires, femmes, et colons. Parmi les anciens du collège, Jérôme Le Royer, sieur de La Dauversière a eu comme condisciple le Jésuite Paul Le Jeune et le père Gabriel Lallemant.
En 1635, La Dauversière établit à La Flèche une filiale de la Compagnie du Saint-Sacrement. Ce père de cinq enfants affirme avoir reçu, alors qu'il était en prière, appel à fonder une colonie missionnaire sur l'île de Montréal. Après plusieurs années de déchirements intérieurs, il décide en 1635 de mettre le projet à exécution et monte à Paris pour y trouver des associés.
Jérôme Le Royer a la vision de fonder une congrégation de religieuses Hospitalières « pour venir au secours des malades et des pauvres à la Flèche et à Montréal en Nouvelle-France ».
Il parla de cette vision à Pierre Séguier, chancelier de France, en présence de personnages puissants et influents : Pierre Chevrier, baron de Fancamp, premier soutien financier de l’entreprise mystique d’Hochelaga, le baron Gaston-Jean-Baptiste de Renty, cofondateur de la Compagnie du Saint-Sacrement, et l’abbé Jean-Jacques Olier, prévôt de la puissante abbaye auvergnate de Pebrac, futur fondateur des Sulpiciens en 1645.

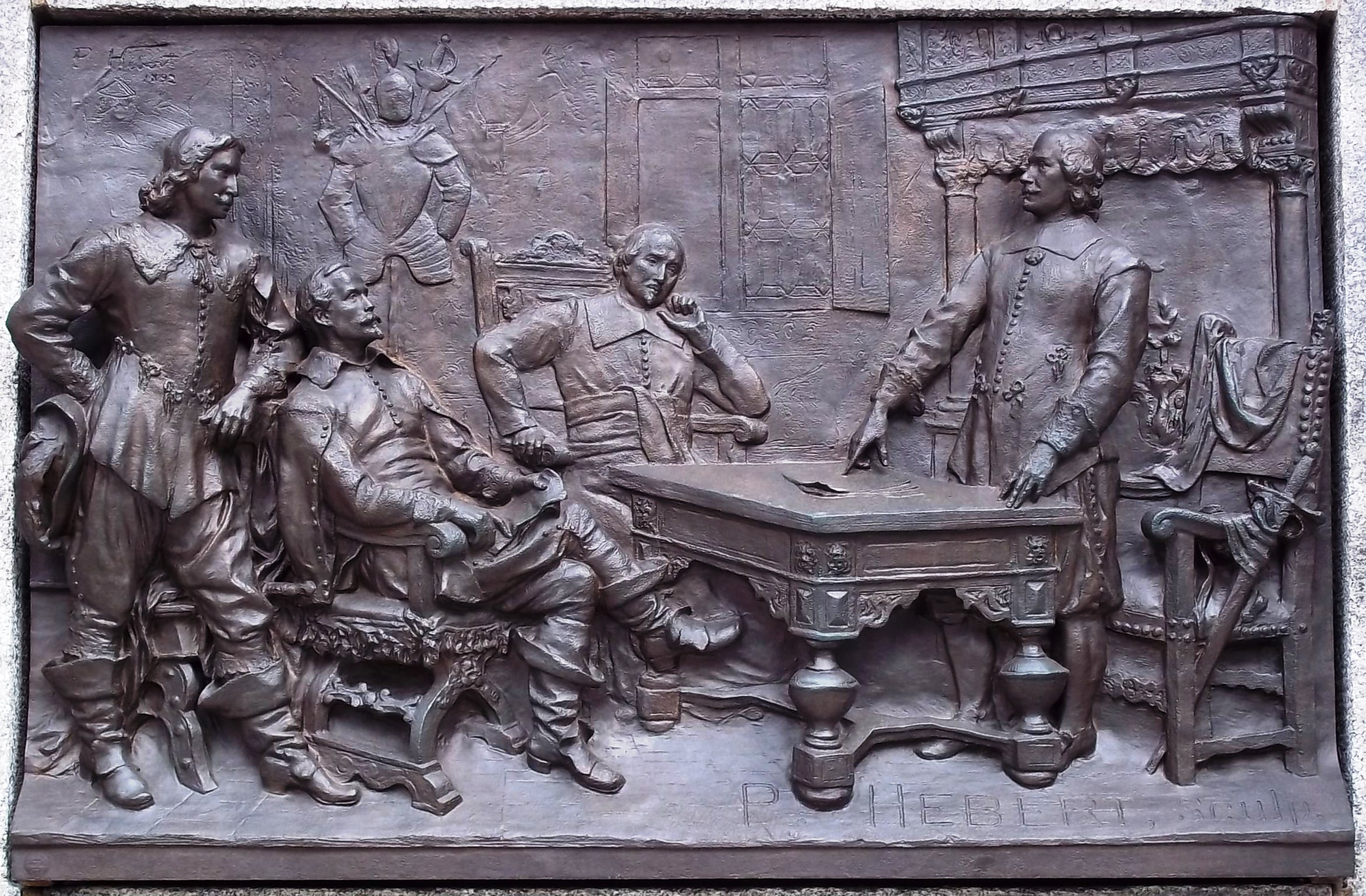
Signature à Meudon de l'acte de fondation de Ville-Marie. Les personnages représentés sont probablement de gauche à droite : le baron Gaston de Renty, Pierre Chevrier, baron de Fancamp, MM Jean-Jacques Olier et Jérôme le Royer de la Dauversière.

En 1640, Le Royer et Olier fondent la « Société de Notre-Dame de Montréal pour la conversion des sauvages de la Nouvelle-France ».

#### Concession de l'île de Montréal
La Société, constituée de personnes chrétiennes, de nobles mais aussi de bourgeois et de gens de condition plus modeste, se fait concéder l'île de Montréal, située à 1500 kilomètres à l'intérieur des terres.
La Dauversière se fait accompagner par le P. Charles Lalemant au Dauphiné afin de convaincre Jean de Lauson de céder l'île. L'excursion fut un succès : M. de Lauson se départit de l'île de Montréal en faveur de La Dauversière et de Chevrier, qui avait mandaté Lalemant par procuration. On signe le contrat de don à Vienne, le 7 août 1640 : « lequel de son bon gré, pure, franche et libre volonté a cédé, donné et transporté purement et simplement, sans aucune chose en excepter, se retenir et se réserver, pour et que cy-après, à Pierre Chevrier, écuyer, sieur de Fouancan, et à Jérôme Le Royer, sieur de la Dauversière, demeurant en la ville de La Flèche en Anjou, ... À savoir l'île de Montréal, située en la Nouvelle-France, dans la rivière Saint-Laurent, au-dessus du lac SaintPierre, tout ainsi qu'elle a été donnée et octroyée par Messieurs de la compagnie de la Nouvelle-France ».
Lauson avait donné toute l'île de Montréal; cependant, lorsqu'en décembre La Dauversière présenta ce contrat à la compagnie de la Nouvelle-France, elle le déclara invalide, parce que Lauson n'avait pas le droit d'en disposer car celui-ci avait failli à son devoir de vassal sur sa seigneurie. La compagnie exerçat son droit de retrait.
La compagnie, favorable au projet, rédigea un premier projet de contrat aujourd'hui disparu, puis un second, le 17 décembre 1640, déterminant le statut juridique de l'île de Montréal dans l'ensemble de la Nouvelle-France.

La compagnie donna cette fois, une partie seulement de l'île : 
« ... une grande partie de l'isle de Montréal située dans le fleuve de Saint-Laurent, entre le lac Saint-Pierre et le lac Saint-Louis, à prendre ladite partie de l'isle à la pointe qui regarde le nordest, tirant en toute sa largeur vers le sud-ouest jusques à la montagne de Montréal qui a donné le nom à ladite isle, et par-delà icelle montagne, encore quatre lieues françaises ou environ et jusques à l'embouchure du petit ruisseau qui est dans ladite isle à ladite espace de quatre lieues ou environ, se déchargeant dans le canal qui sépare ladite isle de Montréal d'une autre Isle appelée l'isle de Jésus, le reste de ladite isle à prendre depuis l'embouchure dudit ruisseau à la tête d'icelle, qui est vers le sud-ouest, réservé à ladite compagnie. De l'embouchure duquel ruisseau sera tirée une ligne droite jusques à l'autre bord de ladite isle qui est sur ledit lac SaintLouis, comme elle a été présentement tirée sur la carte et plan de ladite isle envoyée de la Nouvelle-France par monsieur de Montmagny, gouverneur dudit pays, lequel plan a été paraphé par les directeurs de ladite compagnie et par ledit sieur Le Royer en cet endroit, pour faire foi des bornes de la présente concession et demeurer attaché à la minute des présentes entre les mains du secrétaire de la compagnie, afin d'y avoir recours, si besoin est. »

#### Recrutement
Elle recrute des colons pour aller s'y établir afin de créer une communauté catholique. Le but des associés de cette « folle entreprise » expliquera Jean-Jacques Olier était « d'assembler sur l’île un peuple composé de Français et d'Indiens qui cultiveraient la terre et les arts mécaniques, qui vivraient en frères et sœurs, unis dans la charité fraternelle ».

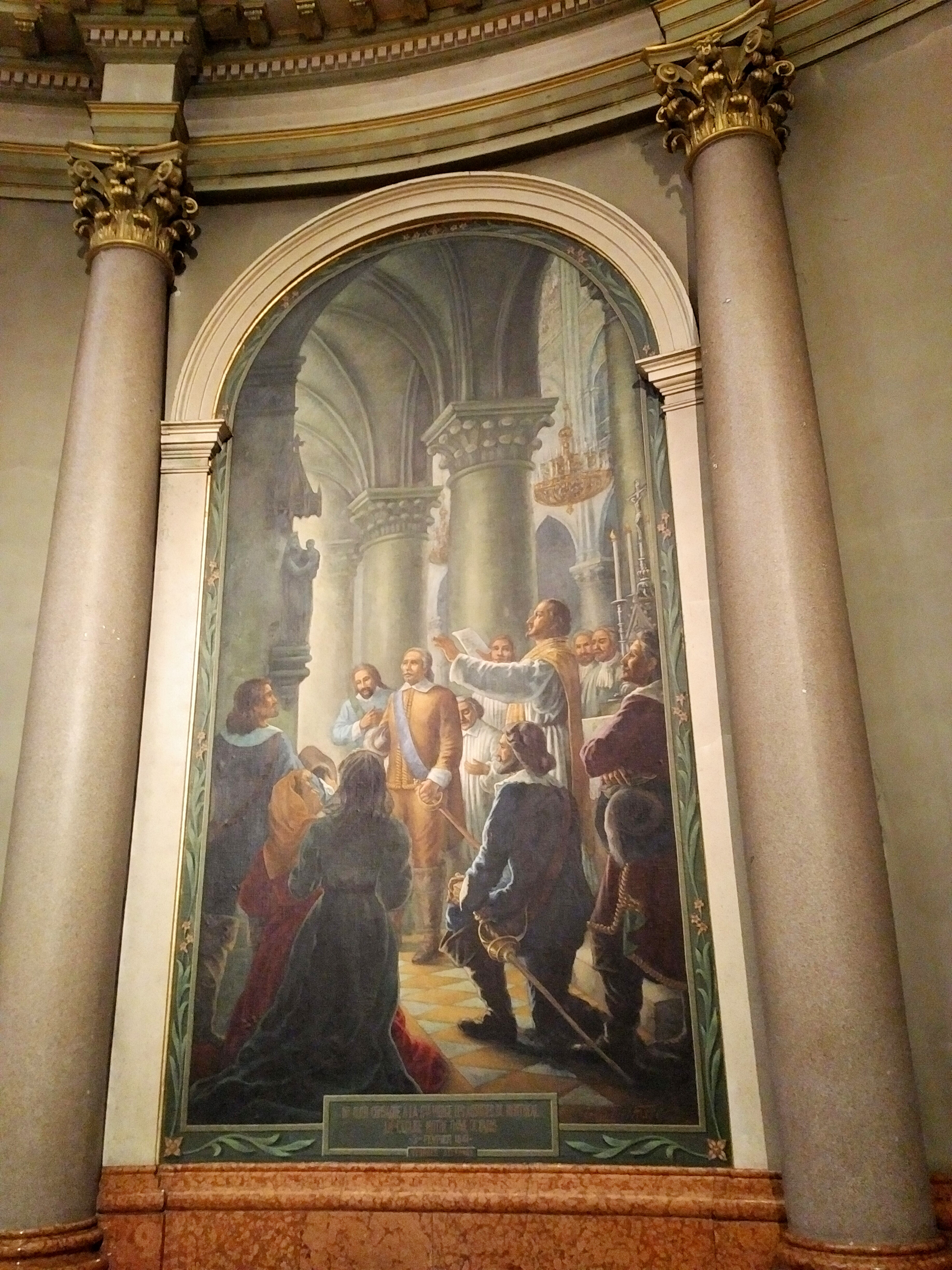
La consécration du projet des associés de Montréal. Le 3 février 1641, à la cathédrale Notre-Dame de Paris, des nobles dames, des seigneurs, et des prêtres, ayant rêvé de fonder une ville du nom de Ville-Marie (aujourd’hui Montréal) dans une île du Canada sauvage, assistent à une messe, présidée par M. Jean-Jacques Olier, fondateur des Sulpiciens, afin de mettre leur « folle entreprise » sous la protection de la Vierge Marie.

La Société de Montréal réunit des personnes ayant pour la plupart de vastes ressources et une grande influence, mobilisables pour financer l’œuvre apostolique. Les contributions étaient des dons, des aumônes pour l'amour de Dieu, sans retour sous la forme de partage de bénéfices, qui n'étaient d'ailleurs pas prévus.
En 1640, Charles Lalemant présente Jérôme Le Royer à Paul Chomedey de Maisonneuve, un jeune noble de la Champagne qui, après la lecture des Relations des Jésuites, souhaite devenir missionnaire en Nouvelle-France. Le Royer s'ouvre à M. de Maisonneuve du dessein de la Société Notre-Dame de Montréal à quoi celui-ci répond : « Monsieur, je suis prêt à aller à Montréal et y faire sacrifice à Dieu de ma vie et de ce que j'ai de plus cher en France ».

#### Statut juridique
Par son statut juridique, Montréal est une seigneurie vassale des Cent-Associés. La Société de Montréal est une association constituée sans contrat, dans un cadre non juridique, qui n'est pas enregistrée devant parlement, tout comme la compagnie du Saint-Sacrement. Il aurait fallu, pour constituer légalement la société, un contrat écrit, définissant des objectifs, les noms des composants, les responsabilités, les règles d'association. Ici, rien de cela, tel que confirmé en 1647 par un jugement du parlement de Paris: la Société de Montréal est légalement inexistante.
Sans capital ni action de société, la Société de Montréal nait sans propriété collective: l'île de Montréal, attribuée par concession des Cent-Associés, demeure la propriété conjointe de Jérôme Le Royer de La Dauversière et de Pierre Chevrier, baron de Fancamp.

### Embarquement et traversée
Maisonneuve part du port de La Rochelle le 9 mai 1641. M. de Maisonneuve monta dans un vaisseau avec 25 hommes et Jeanne Mance dans un autre avec 12 hommes. Pendant le voyage, le vaisseau de Maisonneuve dut s'arrêter trois fois à cause des tempêtes et il perdit trois ou quatre de ses hommes, ainsi que son chirurgien, celui-ci « qui lui était le plus nécessaire »,. Il arrive à Tadoussac en 1641.

## Fondation de Ville-Marie

### Le territoire
Ville-Marie prend pied sur une terre que des Iroquoiens ont longtemps habitée et cultivée, en particulier afin de produire la farine de blé d’Inde. Cependant, ces peuples ont disparu vers 1580, et les Français peuvent s’installer sans déloger personne.

« On est alors sur le territoire des Algonquins. D’après la tradition orale reprise par les missionnaires, ce sont eux qui ont accueilli les Français à Montréal. Ceux-ci ne pouvaient s’établir que sur les territoires de leurs alliés. Or, ils sont alliés aux Algonquins depuis 1603. Comme pour Québec qui était en territoire montagnais, il fallait une entente. Sinon c’était la guerre ! »

— Denys Delâge, historien

### Pourquoi s'établir à Montréal?
Les Relations ne concordent pas sur la description de l'île à l'époque. Il n'y a aucun habitant sur l'île, ni le long du trajet navigable entre Trois-Rivières et le Long-Sault; le territoire est traversé à la hâte par les Algonquins et il est assiégé périodiquement par les Agniers. Militairement, Montréal ne vaut rien pour protéger la colonie française contre les Iroquois ni contre d'éventuels adversaires Européens.

### Fondation et installation

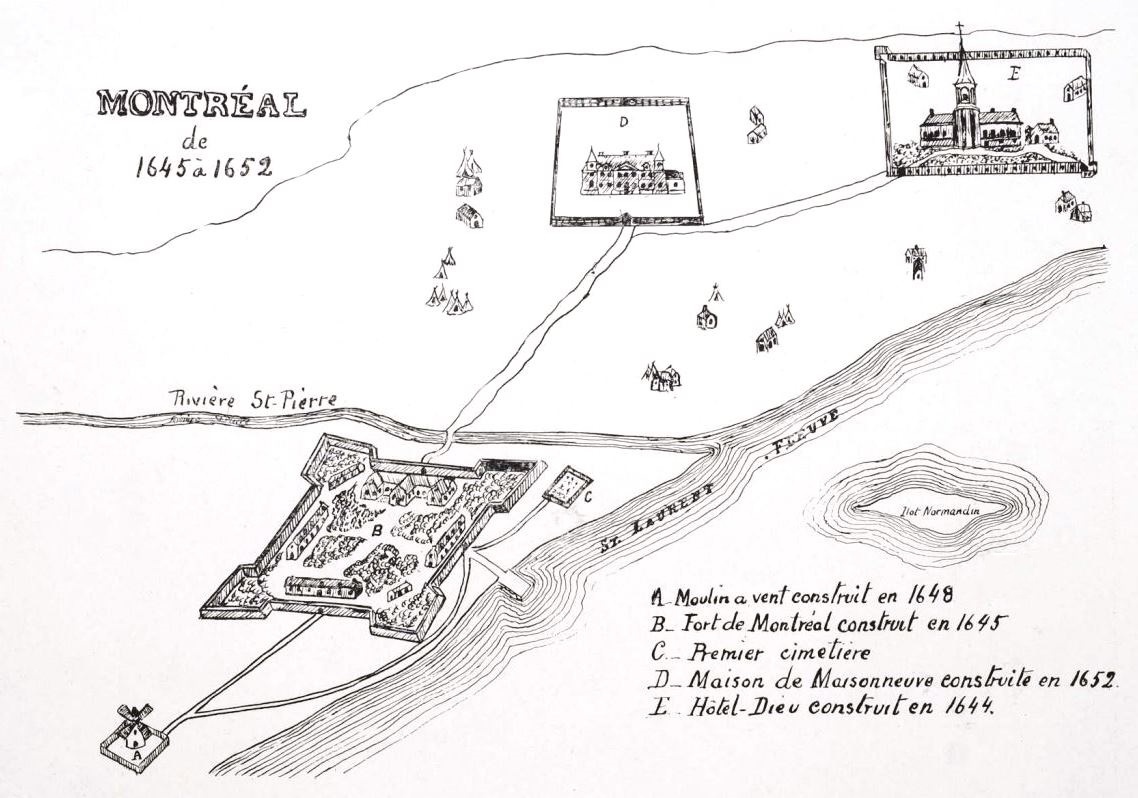
Montréal de 1645 à 1652

Les Français ne s’y installèrent en permanence que le 17 mai 1642, quand un groupe de prêtres, religieuses et colons de la Société Notre-Dame de Montréal menés par Paul Chomedey de Maisonneuve fonda le village de Ville-Marie. Parmi ces colonisateurs, on note Jeanne Mance, cofondatrice de Montréal, qui fonda bientôt l’Hôtel-Dieu de Montréal, l'un des premiers hôpitaux d’Amérique du Nord et Marguerite Bourgeoys, qui instaura l'éducation en Nouvelle-France.

### Vision missionnaire et de charité fraternelle
Lorsqu’ils plantent leur croix sur l’île de Montréal, les fondateurs rêvent d’une nouvelle Jérusalem où se mélangeraient Français et Amérindiens. On va en Amérique par conviction que le Canada est une terre promise qui va permettre de refonder l’Église primitive. Contrairement aux forts anglais du XVIIe siècle où les Amérindiens ne pénétraient pas, les forts français étaient des lieux de rassemblement où Français et Amérindiens se mélangeaient continuellement.

### Des sceptiques
La fondation de Montréal fait toutefois des sceptiques. Montmagny, le gouverneur de Québec, s'inquiète de la sécurité du groupe de Maisonneuve, compte tenu des attaques des Iroquois, en plus d'être irrité par l'autonomie accordée à la colonie montréalaise.
M. de Montmagny ajoute « que le dessein de cette nouvelle compagnie était si absurde, qu'il ne pouvait pas mieux se nommer que la Folle entreprise, nom qui leur fut donné avec plusieurs autres semblables, ... ». Il propose au groupe de s'installer à l'Île d'Orléans, ce que refuse Maisonneuve.

## Les débuts de Montréal

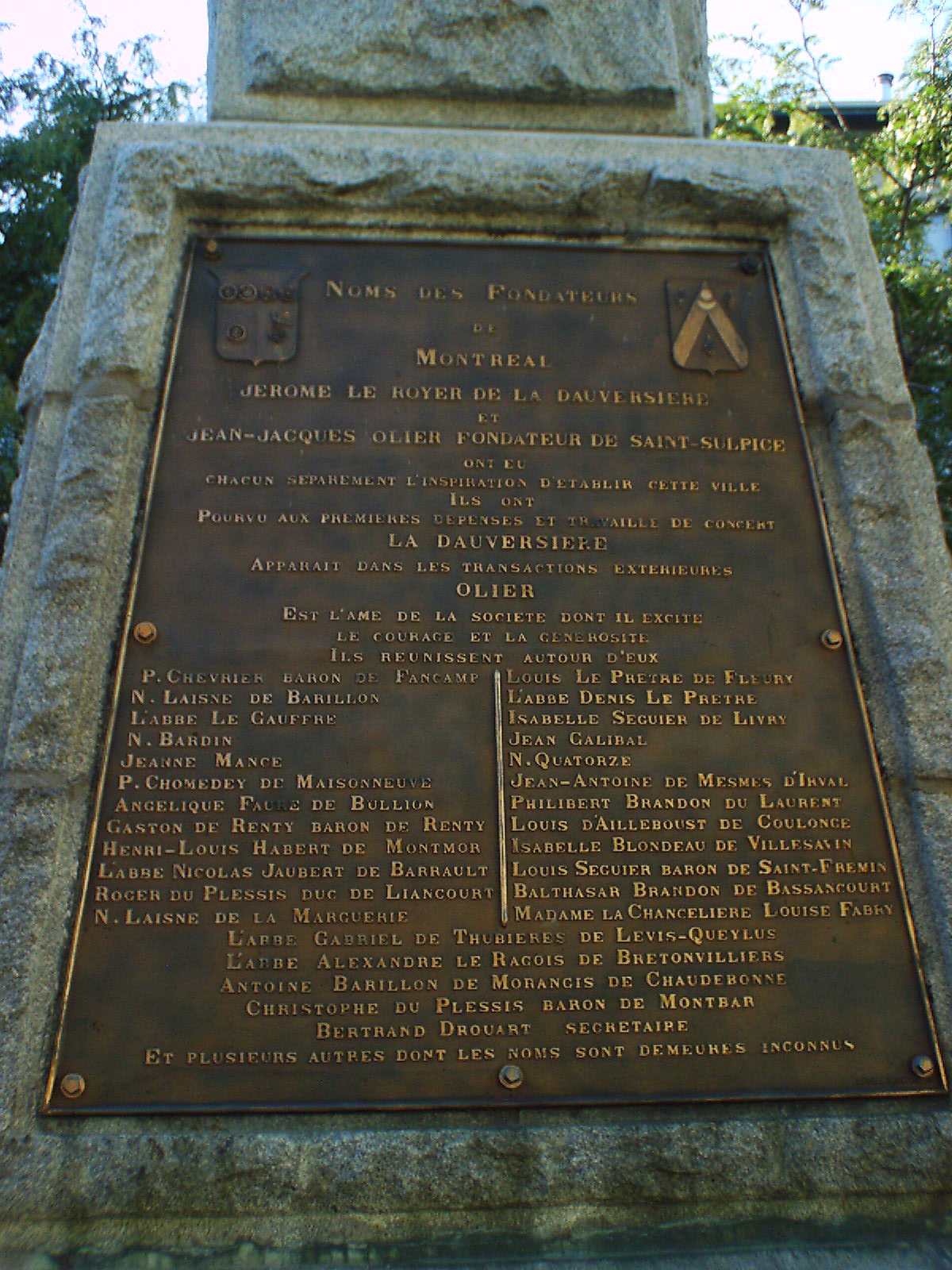
Aux fondateurs de Montréal.

Les débuts de Ville-Marie furent pénibles. Les Iroquois s'opposèrent vivement à l'arrivée des nouveaux occupants. Devant le danger grandissant, M. de Maisonneuve entreprit plusieurs mesures visant la sécurité des habitants. Les propriétaires hors des murs durent abandonner leurs habitations. Dans le fort, un puits fut creusé. On bâtit une grange en pierre à l'épreuve du feu. La chapelle et l’hôpital furent transformés en poudrière et en retranchement armé. Tous les habitants sortant du fort durent se pourvoir d'armes.
- 1642 : Sous la direction de Louis d'Ailleboust de Coulonges, le fort Ville-Marie est érigé sur une pointe qui sera plus tard appelée Pointe-à-Callière, à l'embouchure de la petite rivière Saint-Pierre.
- 1644 : Paul de Chomedey de Maisonneuve concède à Jeanne Mance, une infirmière laïque, une terre de 200 arpents qui a 4 arpents de front en bordure du fleuve Saint-Laurent.
- 1645 : Construction de l'Hôpital Saint-Joseph (futur Hôtel-Dieu de Montréal) sur le terrain concédé à Jeanne Mance. C'est le premier hôpital en Amérique du Nord.
- 1646 : La guerre avec les Iroquois, qui dure jusqu'en 1653, entraîne le dépeuplement du sud de l'Ontario et interrompt la traite de fourrures. La Grande Recrue de 1653.

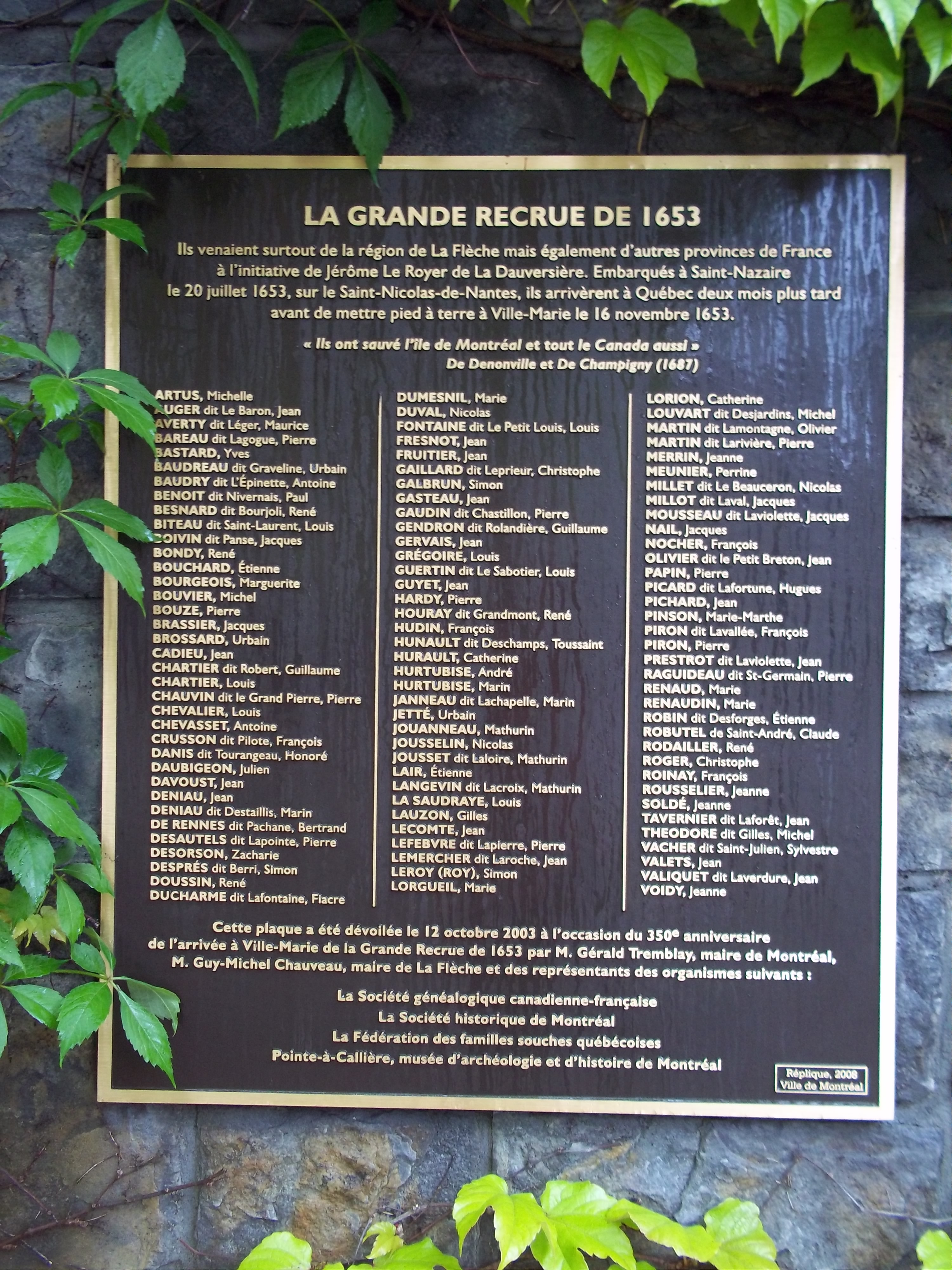
La Grande Recrue de 1653.

- 1653 : Maisonneuve se rend en France et réussit à recruter 100 nouveaux colons dans une tentative de sauver la colonie de la faillite économique. Cet épisode est connu comme « La Grande Recrue » ou la recrue des cent hommes.
- 1654 : Des Outaouais viennent faire du commerce à Montréal pour la première fois.
- 1658 : Marguerite Bourgeoys, arrivée de France en 1653, ouvre une école dans une étable donnée par Maisonneuve. Elle fonde la Congrégation de Notre-Dame de Montréal l'année suivante et fera éventuellement ériger un couvent et la chapelle Notre-Dame-de-Bon-Secours.
- 1660 : La population de l'île de Montréal est estimée à 407 habitants. Pierre-Esprit Radisson et Médard Chouart des Groseilliers escortent 60 canots depuis les Pays d'en-Haut jusqu'à Montréal.
- En 1660 eut lieu la bataille de Long Sault qui ne fit que ralentir les agressions iroquoises. Le 9 mars 1663, M. de Bretonvilliers sulpicien, acquérait de la Compagnie Notre-Dame de Montréal l'île de Montréal. M. de Maisonneuve resta gouverneur de Ville-Marie. Les menaces iroquoises persistant, on constitua un corps militaire régulier. Au jour du premier ralliement de 1663, cent quarante miliciens étaient présents. Le chef : le major Zacharie Dupuis.
- 1663 : Le séminaire de Saint-Sulpice de Paris acquiert l'île et reprend l'administration de la colonie endettée de Ville-Marie.
- En 1671, une concession de 8 arpents sur le fleuve par 40 arpents de profondeur était octroyé au major Dupuy. En souvenir de sa ville natale, Saverdun en France, l'officier Dupuis donna le nom de Verdun à son fief. Bientôt la rive longeant le fleuve était appelée Côte de Verdun.
- 1672 : François Dollier de Casson, le supérieur des Sulpiciens, établit un plan de la ville et commence la construction de la première église en maçonnerie sur la rue Notre-Dame et d'un séminaire adjacent. Il entreprend aussi les premiers travaux pour le canal de Lachine.
- En 1673, la Congrégation Notre-Dame dirigée par Marguerite Bourgeoys, entrait en possession de la concession de Verdun[note 4].
- En 1680, on dénombrait 493 personnes à Montréal ; 75 Parisiens, 68 Normands, 54 Aunisiens (La Rochelle), 35 Angevins, 34 Poitevins, 28 Manceaux, 23 Saintongeais, 17 Bretons, 16 Percherons, 13 Angoumois, 12 Champenois et 10 Picards[réf. nécessaire].

### L'apogée du Régime français
Le village grandissant est devenu un important centre de traite des fourrures, que les Français obtiennent en partie des Amérindiens. C'est aussi le point de départ de l'exploration française de l'intérieur par les explorateurs tels que Louis Jolliet, René Robert Cavelier de La Salle, Pierre Gaultier de Varennes et de la Vérendrye, Daniel Greysolon, sieur du Luth, Pierre-Esprit Radisson et Médard Chouart des Groseilliers.
Quelques années après sa fondation, le hameau a commencé à se déplacer vers le coteau Saint-Louis (l'actuelle rue Notre-Dame). Pour protéger la ville des attaques iroquoises, on la fortifie d'une palissade de pieux de bois à partir de 1685. L'enclave sera agrandie à deux reprises. La présence militaire s'accentue alors que les Iroquois attaquent Lachine en 1689 et La Prairie en 1690.
En août 1701, 1 300 Amérindiens du nord-est de l’Amérique se réunirent à Montréal (qui comptait alors 1 200 habitants) pour établir une paix entre leurs différentes nations ainsi qu’avec les Français. La Grande paix de Montréal, comme fut nommé ce traité, permit la fin des hostilités qui handicapaient le commerce des fourrures en Nouvelle-France. À cette même époque, la ville comptait plus de 2 000 âmes.
Malgré l'arrivée de quelques colons qui développent l'agriculture, le commerce des fourrures reste longtemps la base de l'économie. Il amène les « coureurs des bois » à explorer le continent mais il n'est pas un facteur d'urbanisation important pour Ville-Marie, qui resta une petite ville jusqu'à la conquête de la Nouvelle-France en 1759.

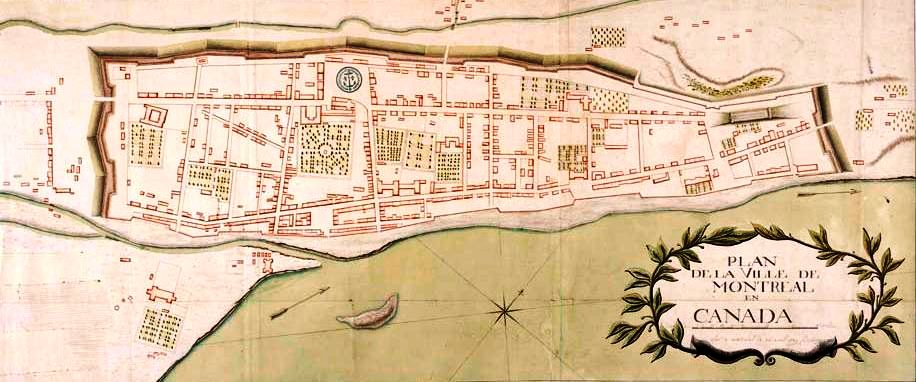
Carte de Montréal, 1749

Après la Grande Paix de Montréal, la menace iroquoise est remplacée par la menace britannique, et dès 1717, les Montréalais entreprennent de remplacer la palissade de bois de la ville par des fortifications de pierre. Elles formeront, à leur achèvement en 1744, une enceinte de 3,5 km mesurant 6 m de hauteur. Le développement agricole de l'île se poursuit et plus rien n'entrave l'exploration du continent dont Montréal profite.
De grands incendies ravagent la ville en 1721 et en 1734. Ils donnent lieu à une nouvelle réglementation obligeant la construction en pierre dans la ville fortifiée, alors que le bois reste permis dans les faubourgs.
Au milieu du XVIIIe siècle, la rue Notre-Dame, en haut du coteau Saint-Louis, est construite de résidences bourgeoises et a accueilli les principales institutions de la ville. La rue Saint-Paul conserve les activités commerciales liées au port. La garnison est peu à peu expulsée de la place du marché alors requise pour le commerce vers l'espace au nord de l'église Notre-Dame qui devient la place d'Armes.
Montréal a alors des allures de petite ville provinciale française, avec, à l'ombre des murailles, ses couvents et chapelles, ses hôtels particuliers, ses jardins dissimulés par les façades de pierre alignées sur la rue. Les fermiers de la région franchissent fréquemment les portes des fortifications, pour venir vendre leurs produits aux citadins et en retour, faire leurs achats en ville ou y rencontrer les administrateurs coloniaux.
Le faubourg qui se développe le plus rapidement est le faubourg Saint-Laurent au nord de la ville, mais les commerces s'installent plutôt vers l'ouest, le long de la route de Lachine empruntée par les voyageurs.

### La conquête britannique
Le village a ainsi grandi et est devenu un centre important de la traite des fourrures. Ce fut le point de départ de l’exploration française de l’intérieur par des explorateurs tels Louis Jolliet, La Salle, La Vérendrye et Duluth. Des remparts de bois furent construits dès 1725. Malgré le très puissant séisme qui eut lieu le 16 septembre 1732, la ville continua à prospérer et fut par la suite fortifiée vers 1740. Elle resta française jusqu’au 8 septembre 1760 lorsque le Duc de Lévis se rendit à l’armée britannique commandée par Lord Jeffery Amherst.
La reddition de Québec aux mains des Britanniques en 1759, au terme d'un long siège de juin à septembre, suivi de la défaite de la Bataille des plaines d'Abraham le 13 septembre 1759 est suivi par la victoire de la Bataille de Sainte Foy où François de Lévis et ses 5 000 Français remportent l'affrontement contre James Murray et ses 3 900 Anglais. Les Anglais se réfugient alors dans la ville de Québec. Les Français et les Anglais attendent chacun des renforts d'outre-mer. Les Anglais arrivant les premiers, Lévis se replie sur Montréal. Ayant vaincu les Anglais, Lévis tente de convaincre le Gouverneur Vaudreuil que tout n'est pas perdu et que les Français peuvent encore remporter une belle victoire à Montréal. Malheureusement Vaudreuil décide de se rendre sans affronter les troupes anglaises ce qui entraîne la capitulation de Montréal sans bombardement ni combat. Lévis, considérant que ses troupes n'ont pas été vaincues par les armes, décide alors de brûler ses drapeaux sur l'île Sainte-Hélène plutôt que de les rendre aux envahisseurs anglais, comme le veut la coutume de l'époque..
La ville, commandée par Pierre de Cavagnal, Marquis de Vaudreuil, se rend à l'armée britannique commandée par Lord Jeffrey Amherst le 8 septembre 1760 soit un an après la défaite des plaines d'Abraham.
Après la conquête, les marchands britanniques prennent le contrôle du commerce de la ville.
Un important incendie détruira une centaine d'habitations d'un quartier de la ville le 18 mai 1765.
Pendant la Guerre d'indépendance américaine, Montréal est prise de force et occupée par les Fils de la liberté américains de novembre 1775 à juin 1776.

## Le Capitalisme commercial: 1791–1850

### Montréal capitale de la fourrure
Après la conquête, sous l’impulsion des marchands britanniques, la traite des fourrures connaît une meilleure organisation et s’achemine vers la formation d’un monopole. Comme l’indépendance américaine, en 1783, vient couper tout le sud du continent aux marchands britanniques, ils réorientent leurs activités vers l’ouest du pays. La création, en 1782, de la Compagnie du Nord-Ouest fait de Montréal la capitale de la traite des fourrures, et les années 1791 à 1821 marquent l’apogée de cette activité.
Au début du XIXe siècle, la ville de Montréal est en ébullition sur le plan économique. La ville prenant de l'expansion, la démolition des fortifications débute en 1804 pour enlever la séparation entre le centre de la ville et les faubourgs avoisinants. La population reste majoritairement francophone jusqu'au milieu des années 1830. Mais de cette date jusqu'en 1865, la majorité est anglophone, la population étant gonflée d'un apport constant d'immigrants des îles britanniques et d'autres régions de l'Amérique du Nord Britannique. Ils sont principalement Écossais, Irlandais, Anglais et Américains.

### Montréal, la porte du Haut-Canada
La concurrence entre la Compagnie du Nord-Ouest et la Compagnie de la Baie d'Hudson dégénérant en affrontements armés, on fusionne les deux entreprises en 1821. L’important commerce du Royaume-Uni avec l’ouest du pays, fourrures et approvisionnement local, est donc détourné par la route plus courte de la baie d’Hudson. Montréal est de plus affectée par l’ouverture du canal Érié entre Buffalo et New York, en 1825, ce qui détourne de la ville le reste du commerce de la fourrure.
Montréal a cependant amorcé une diversification avec le développement agricole de l’arrière-pays. Au cours du siècle précédent, l’île de Montréal a complété son développement rural, et durant le premier quart du XIXe siècle, toute la plaine environnante se couvre de villages. Montréal se découvre donc, au cours de cette période, un nouveau rôle de centre de services pour son "hinterland", les territoires qui en dépendent. Sa situation stratégique comme point de transbordement fluvial commence à faire sa fortune et à définir sa vocation. C’est surtout la croissance fulgurante du Haut-Canada qui favorise Montréal qui en est la porte d’entrée obligatoire.
Le commerce du bois, de blé et de la potasse prennent un important essor au début du siècle. Ce commerce entraîne division du travail et mécanisation. Il crée des industries secondaires comme la construction navale. La culture du blé, de son côté, amène la construction sur place de moulins à farine.
L’immigration, très forte à partir de 1815, pousse à une diversification de l’économie locale et entraîne le développement à plus grande échelle de diverses productions artisanales dont les immigrants apportent avec eux le savoir-faire. Cette production s'installe tant bien que mal malgré les marchands britanniques qui les voient comme compétitrices.
La croissance rapide de la ville est accélérée par la construction en 1824 du canal de Lachine qui permet aux navires de franchir les rapides de Lachine au sud de l'île. L'industrialisation se concentre dans le secteur du canal. La navigation à vapeur se développe, bientôt supportée par le chemin de fer. La première voie ferrée est construite en 1836 entre La Prairie et Saint-Jean-sur-Richelieu pour sauter le portage de 23 km entre Montréal et le Lac Champlain qui mène à New York. Jusqu'au milieu du siècle, le chemin de fer se développe lentement, comme support aux voies navigables.
Durant les années 1830, Montréal supplante Québec comme métropole de la colonie mais Toronto lui fait de plus en plus concurrence pour le commerce avec l'Ouest. Montréal devient brièvement la capitale de la Province du Canada en 1843. Cependant, le Parlement canadien, qui y a été transféré de Kingston, est mis à feu en 1849 lors d'une émeute dirigée par les Tories pour protester contre une loi dédommageant les victimes bas-canadiennes des troubles de 1837-1838. Les tensions entre francophones et anglophones n'ont cependant que peu d'impact sur le développement de Montréal, fermement contrôlé par la nouvelle majorité anglophone de la ville. Après quelques années d'alternance entre Toronto et Québec, le parlement sera finalement déplacé à Ottawa en 1857.

## La révolution industrielle: 1750–1850

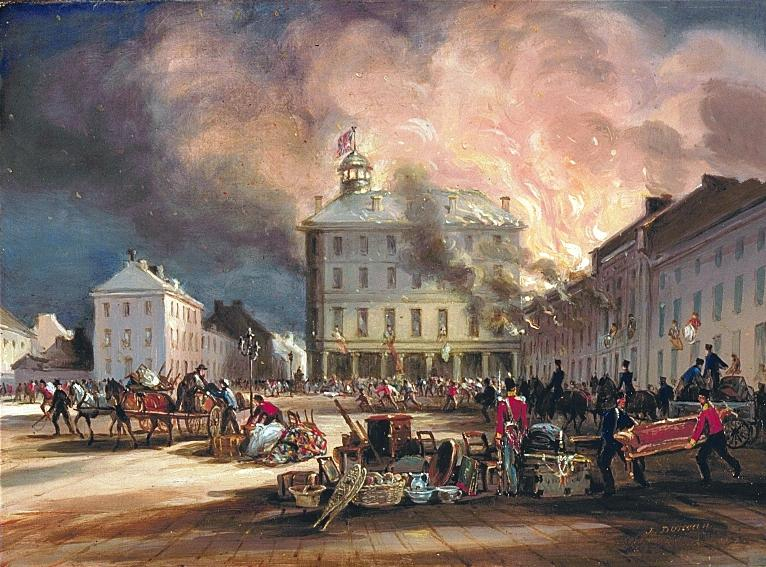
Incendie de la maison Hayes,
square Dalhousie, 1852

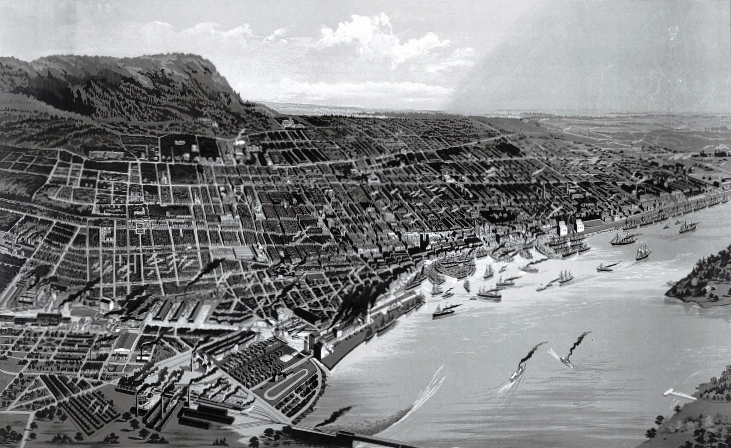
allure générale du paysage urbain en 1888

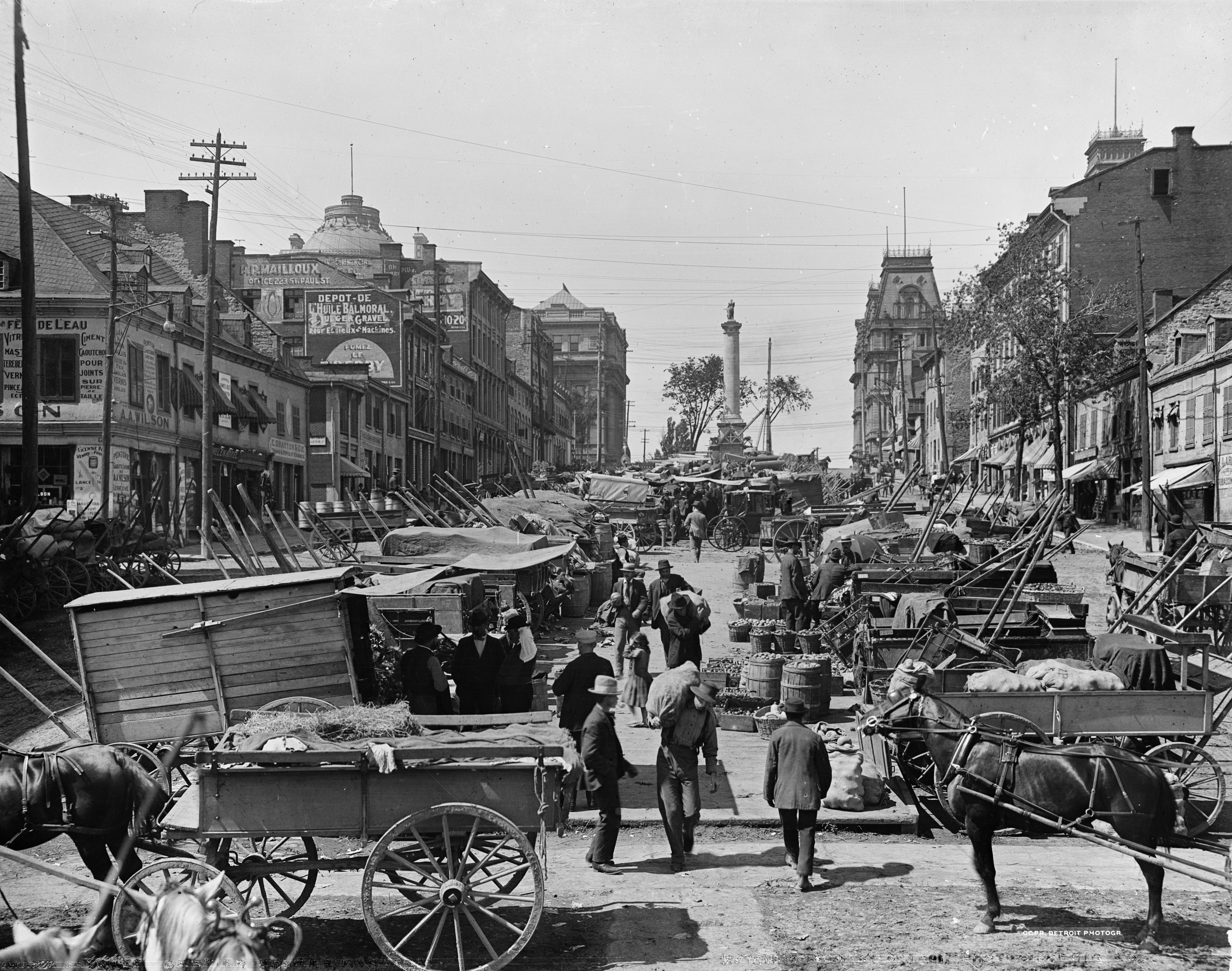
Place Jacques-Cartier - 1900

En 1851, après le dragage du lac Saint-Pierre, le port de Montréal ravit à celui de Québec le titre de principal port océanique et l’activité administrative s’y renforce. Les quais de pierre, construits à partir de 1830 sont constamment augmentés. Après le grand incendie de Montréal de 1852 qui détruit 1200 maisons ainsi que la cathédrale catholique, un règlement interdit la construction en bois même dans les faubourgs.
La seconde moitié du XIXe siècle amène le rapide développement du chemin de fer. De 1845 à 1853, on construit la ligne Montréal-Portland pour faire de cette ville le terminus toute saison de Montréal. La compagnie ferroviaire du Grand Tronc installe d'importants ateliers à la Pointe Saint-Charles, faisant de la ville le nœud ferroviaire de la colonie. De 1852 à 1859, le Grand Tronc construit la ligne Sarnia-Rivière-du-Loup pour renforcer le corridor économique du Saint-Laurent. Le vaste effort de construction ferroviaire, surtout dans le Haut-Canada, entraîne la quasi-faillite du Canada-Uni car il pousse les marchands à exiger la confédération de toutes les colonies britanniques pour étendre le marché.
D'autre part, l'industrie artisanale du début du siècle cède peu à peu la place à une industrialisation plus poussée. L'immigration massive entre 1830 et 1854 crée en effet un marché en même temps qu'une main-d'œuvre abondante. Entre les épidémies et les grands incendies, Montréal, alors le centre d'un vaste arrière-pays, voit naître une importante bourgeoisie commerciale puis industrielle, principalement anglophone.
De 1861 Jusqu'à la Grande Dépression de 1929, Montréal passe par ce que quelques historiens appellent son âge d'or. Ce qui est aujourd'hui le Vieux-Montréal est alors le centre économique le plus important du Dominion du Canada.

## Montréal au XXesiècle
Après la fédération des colonies britanniques de l'Amérique du Nord en 1867, la construction de chemins de fer recommence et culmine avec la construction du Transcontinental entre 1875 et 1885. Le Canadien Pacifique, l'importante compagnie ferroviaire qui le construit, installe son siège social à Montréal en 1880. Le Canadien National sera formé en 1919 par l'amalgamation de plusieurs lignes en faillite et sera aussi basé à Montréal.
Le Boom du blé de la fin du siècle profite fortement à Montréal qui est le terminus de cette denrée dans l'est du Canada.
Avec l'annexion des villes voisines, toutes plus ou moins en faillite, Montréal redevient majoritairement francophone à la fin du XIXe siècle, mais aux prix d'importantes difficultés financières. La tradition d'alterner entre un maire francophone et un maire anglophone commence alors et perdure jusqu'en 1914 (voir Maire de Montréal). La bourgeoisie anglophone voit d'un mauvais œil les maires francophones trop dépensiers à leur goût et souvent corrompus. Ils créent leurs propres enclaves politiques comme Westmount en 1876 et Mont-Royal en 1911.

### L'apogée de Montréal: 1915–1940

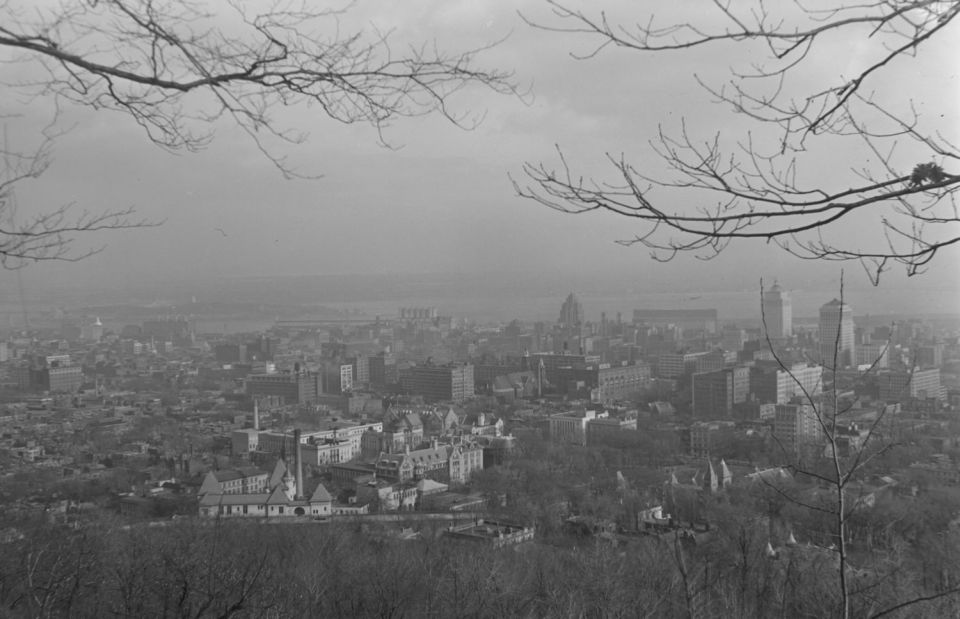
Vue générale sur la ville de Montréal prise à partir du promontoire du Mont Royal en 1939

La Prohibition est en vigueur dans la province de Québec de 1919 à 1920.
Le fort développement des banques et des autres institutions financières à la même époque donne l'élan permettant à Montréal de devenir le centre financier canadien durant toute la première moitié du XXe siècle. Dès le tournant du siècle, cependant, la grande bourgeoisie montréalaise perd de son esprit d’entreprise et hésite à investir dans l’industrie minière de l’Ontario et l’industrie pétrolière de l’Alberta qui se développent et font bientôt la fortune de Toronto.

### Les années de rattrapage: 1940–1967
Jusque dans les années 1960, Montréal, plus ancienne, était la plus importante ville canadienne. Mais avec la réorientation progressive de l'économie canadienne vers les États-Unis et le déplacement du centre démographique canadien vers l'ouest, Toronto s'est révélée mieux placée pour un développement rapide. Le fait que Montréal soit une ville avant tout francophone et les perceptions d'insécurité politique associées au nationalisme québécois ont aussi nui au Montréal anglophone qui perd le contrôle économique de la ville au profit d'une nouvelle élite francophone.
Un fait marquant du nationalisme québécois de l'époque est le discours de Charles de Gaulle à Montréal de 1967. Son Vive le Québec libre ! a eu de fortes répercussions dans tout le Canada. Selon Polèse (1990), la Révolution tranquille et la francisation de la société aurait eu pour effet d'augmenter les coûts de transaction des services supérieurs, en rendant plus difficile le recrutement de main-d'œuvre pour desservir un marché canadien anglophone à 75 %, participant ainsi au renversement de la hiérarchie des métropoles canadiennes au profit de Toronto. Ce mouvement, particulièrement présent durant les années 1960 et 1970, se serait résorbé vers la fin du XXe siècle.
La concurrence entre Montréal et Toronto se renforce au cours des années 1960 et culmine après l'élection du Parti québécois au Québec en 1976. Plusieurs sièges sociaux quittent alors le Québec, parfois avec fracas, comme la compagnie d'assurance Sun Life, mais généralement en sourdine, comme la Banque Royale du Canada. D'autres entreprises, notamment la Banque de Montréal déplacent la plupart des activités de direction à Toronto tout en gardant un semblant de siège social à Montréal.
Le statut international de la ville est cependant renforcé par l'Exposition universelle de 1967, tenue en même temps que les célébrations du 325e anniversaire de la ville. Le maire Jean Drapeau continue de développer l'image de Montréal comme ville internationale avec l'attribution à Montréal d'une équipe des Ligues majeures de baseball et par la tenue des Jeux olympiques d'été de 1976.
C'est avec la construction du métro de Montréal en 1966, à temps pour l'Expo 67, que le Montréal souterrain prend un essor très important. (Voir l'article détaillé : histoire du Montréal souterrain).

### Ralentissement économique: 1989–1993
La population de Montréal s'appauvrit à un rythme accéléré par rapport au reste de la population québécoise à partir du milieu des années 1980. La part de la population vivant sous le seuil de pauvreté est deux fois plus élevé à Montréal que dans le reste de la province en 1985.
Montréal subit durement la récession du début des années 1990 qui démarre dès le mois de mars 1990 pour se terminer 16 mois plus tard, en juillet 1991. Montréal comptait jusqu'à la fin des années 1980 de nombreux emplois manufacturiers (et particulier dans le domaine du textile qui fut fortement touché par les restructurations industrielles). Déjà avant la récession, l'écart d'emploi avec le reste du Québec se creuse : alors que 40 000 emplois manufacturiers sont créés dans le reste de la province entre 1986 et 1990, Montréal en perd 4 000. La récession y entraîne de nombreuses suppressions d'emplois : l'emploi manufacturier s'effondre de 27 % entre l'été 1989 et l'été 1991 (soit 66 000 emplois supprimés).
La récession cause également un spectaculaire effondrement du marché immobilier, en particulier du marché des tours de bureaux. Le taux d'inoccupation s'envole, dépassant 10 % en 1991. De nombreux projets lancés à la fin des années 1980 au plus haut du marché (1250 René-Lévesque, 1000 De La Gauchetière, Centre de commerce mondial) sont achevés en plein cœur de la récession. La situation se stabilise à partir de 1993 mais le stock de locaux inoccupés s'élève à 6,5 millions de pieds carrés (près de 600 000 m2).
Le marché résidentiel souffre également : après avoir culminé à 42 024 en 1987, le nombre de mises en chantier de logements neufs s'effondre pour atteindre 13 729 en 1993. Montréal ne représente plus que 3,5 % des mises en chantier au Québec en 1993 contre près d'un tiers jusqu'à la fin des années 1980.
Montréal célèbre son 350e anniversaire en 1992.

### Redressement progressif: 1994–2000

#### Redémarrage progressif de l'économie
L'économie de Montréal redémarre progressivement à partir de 1994 après une atonie prolongée en 1992 et 1993. L'indice des offres d'emploi à Montréal repart à la hausse à l'automne 1992 mais demeure à la traîne par rapport au reste du Québec. Le taux de chômage décline rapidement au début de l'année 1994, porté par le secteur des services.
La reprise s'essouffle au cours de l'année 1995 et l'économie montréalaise ralentit à nouveau en 1996. Les mises en chantier tombent à 7 468 en 1995 (43,2 % de baisse par rapport à 1994) et à peine 7 556 en 1996 (+ 1,2 % par rapport à 1995).
Un nouveau cycle de reprise, soutenu celui-là, s'enclenche au début de l'année 1997 et gagne en puissance au cours des années suivantes. Les mises en chantier augmentent spectaculairement par rapport à  1996 (+ 39,1 %). Le taux de chômage entame un recul marqué à partir de 1997 alors que les ventes au détail augmentent de 7 % en 1997.
La reprise s'amplifie en 1999 et Montréal se classe parmi les villes canadiennes les plus dynamiques à la fin des années 1990. Portée par les secteurs de l'aérospatiale, des télécommunications et des biotechnologies, l'économie montréalaise est parfaitement positionnée pour bénéficier de la forte reprise de la fin des années 1990.

#### Élection de Pierre Bourque à la mairie de Montréal en 1994
C'est dans ce contexte que Pierre Bourque est élu 40e maire de Montréal en succédant à Jean Doré le 6 novembre 1994. Son parti, Vision Montréal, obtient un conseil majoritaire fort avec des élus dans 41 des 51 districts. Le Rassemblement des citoyens de Montréal (RCM) mené par Jean Doré forme l'opposition après huit années de pouvoir. L'élection de 1994 a suscité une participation satisfaisante (47,5 % des inscrits) en forte progression par rapport à l'élection de 1990 (35 % de participation). Cette victoire est une surprise par son ampleur, les sondages indiquant plutôt que Vision Montréal et le RCM seraient au coude à coude,.
Pierre Bourque avait inscrit dans son programme les mesures suivantes,:
- Un plan de réduction des dépenses de 100 millions de dollars
- Une restructuration du service de gestion des déchets
- La transformation du dépotoir de l'ancienne carrière Miron en un parc écologique (un projet estimé à 200 millions de dollars)
- Ne pas augmenter les taxes pesant sur les Montréalais
- Abolir la surtaxe sur les immeubles non résidentiels
- Accorder un délai de 30 minutes aux utilisateurs de parcomètres avant de constater une infraction

En outre, le nouveau maire promet de mettre en place un véritable service de propreté (inspiré de ceux existant en France) en attaquant son prédécesseur sur le bilan de la propreté à Montréal.
Sur le plan fiscal, le maire tourne le dos à certaines de ses promesses de campagne dès le budget 1995 avec une hausse de taxes pour 85 % des habitants tandis que la surtaxe sur les immeubles non résidentiels est réduite d'un tiers (au lieu d'être supprimée). Le maire engage une action volontariste sur le plan de propreté en étendant la collecte sélective des déchets domestiques à 80 000 nouveaux foyers, en créant des éco-quartiers et en distribuant du compost. L'objectif clairement affiché du maire est de faire de Montréal la ville la plus propre d'Amérique du Nord.

#### Difficultés financières de la ville de Montréal
Le contexte économique dégradé des années 1990 amène la ville de Montréal en quasi-tutelle à la fin des années 1990 du fait de la dégradation de sa situation financière. Le gouvernement du Québec créé en 1998 la Société de gestion Marie-Victorin pour reprendre certains équipements publics de la ville de Montréal (soit le Biodôme, le jardin botanique et le Planétarium) en échange d'une aide financière de 160,8 millions versés en 3 tiers (en 1998, 1999 et 2000),.

#### Réfection des infrastructures routières
Guy Chevrette, ministre des Transports du gouvernement Bouchard annonce le 30 mars 1999 un plan quinquennal d'un milliard de dollars pour l'amélioration des infrastructures routières dans la région de Montréal. Le plan prévoyait notamment:
- Des interventions pour améliorer la fluidité de l'Autoroute métropolitaine
- Le parachèvement de l'Autoroute 30
- La transformation de la rue Notre-Dame en voie rapide entre l'Autoroute Ville-Marie et la rue Dickson. Ce projet a été relancé puis annulé plusieurs fois depuis le moratoire imposé par le gouvernement Lévesque en 1977, puis le premier abandon du projet le 31 mai 1978[33].

## Montréal au XXIesiècle

### Période de forte croissance: 2000–2002

#### Euphorie économique
Portée par le dynamisme du secteur des hautes technologies (bulle internet) et un contexte mondial porteur avant le 11 septembre 2001, Montréal enregistre des taux de croissance très élevés à partir de 1998. Même lors du ralentissement économique suivant l'explosion de la bulle internet, la ville connaît une conjoncture favorable. Le taux de chômage tombe à 7,1 % en juillet 2001 (il reste cependant beaucoup plus élevé que dans les autres grandes villes canadiennes).

#### Redémarrage du marché immobilier, crise du logement
Après un creux au milieu des années 1990, les immeubles résidentiels de 2 à 5 logements (plex) connaissent une hausse de prix de 34 % entre 1996 et 2002 (dont 8 % entre 2001 et 2002). Le prix moyen d'un immeuble atteint alors 176 000 $ en 2002 contre 131 512 $ en 1996 alors que les taux d'inoccupation s'effondrent (5,7 % en 1996 contre 0,6 % en 2001).
Le faible taux d'inoccupation, la hausse des prix et le manque de logement sociaux créent une crise du logement de grande ampleur, annoncée par les organismes communautaires à partir de juin 2001, peu avant les déménagements du 1er juillet. L'année 2001 est marquée par plusieurs squats fortement médiatisés (îlot Overdale, Centre Préfontaine),. La Commission scolaire de Montréal met certains de ses bâtiments à la disposition des autorités civiles pour héberger des familles sans logement à l'été 2001.
Le sujet du logement fut central dans la campagne pour les élections municipales de novembre 2001. Pierre Bourque, maire sortant, autorise l'installation de squateurs dans l'ancien Centre Préfontaine sur la Rue Rachel à l'été 2001, décision contestée par ses adversaires politiques et les riverains.

### Fusions et défusions municipales: 2002–2004
En date du 1er janvier 2002, l'ensemble des municipalités situées sur l'île de Montréal, totalisant une population de 1 871 774 personnes, ainsi que sur plusieurs îles périphériques qui composaient jusqu'à présent la Communauté urbaine de Montréal, furent fusionnées pour former la nouvelle ville de Montréal.
Vingt-sept banlieues ont ainsi été intégrées à l'ancienne ville et transformées en arrondissements, contre la volonté de certaines d'entre elles, particulièrement des banlieues anglophones.
Après l'élection d'un gouvernement Libéral à Québec, un référendum sur les défusions municipales eut lieu le 20 juin 2004. Sur les 22 anciennes municipalités fusionnées en 2002 qui ont obtenu d'avoir la tenue d'un référendum sur la dissociation de leur municipalité de l'entité de la ville de Montréal, à la suite de la signature de registres, 15 d'entre elles ont voté pour la défusion. Ces municipalités sont donc redevenues des municipalités autonomes, bien que, cependant, les pouvoirs leur étant dévolus ne sont pas les pouvoirs des anciennes municipalités. La ville de Montréal et les municipalités défusionnées se retrouvent au sein d'un conseil d'agglomération qui gère les compétences d'agglomération (ex : police, pompiers, eau, développement économique) et les villes défusionnées gèrent les compétences de proximité (loisirs, travaux publics, etc.) depuis le 1er janvier 2006.

## Évolution de la démographie
| 1801  | 1811   | 1821   | 1831   | 1841   | 1851   | 1861   | 1871    | 1881    | 1891    |
| ----- | ------ | ------ | ------ | ------ | ------ | ------ | ------- | ------- | ------- |
| 9 000 | 13 300 | 18 767 | 27 297 | 40 356 | 57 715 | 90 323 | 107 225 | 140 747 | 216 650 |

| 1901    | 1911    | 1921    | 1931    | 1941    | 1951      | 1956      | 1961      | 1966      | 1971      |
| ------- | ------- | ------- | ------- | ------- | --------- | --------- | --------- | --------- | --------- |
| 325 653 | 490 504 | 618 506 | 818 577 | 903 007 | 1 021 520 | 1 109 439 | 1 201 559 | 1 293 992 | 1 214 352 |

| 1976      | 1981      | 1986      | 1991      | 1996      | 2001      | 2006      | 2011      | 2016      | 2021      |
| --------- | --------- | --------- | --------- | --------- | --------- | --------- | --------- | --------- | --------- |
| 1 080 545 | 1 018 609 | 1 015 420 | 1 017 666 | 1 016 376 | 1 039 534 | 1 620 693 | 1 649 519 | 1 704 694 | 1 762 949 |